# Барабаш, Серафим Трофимович

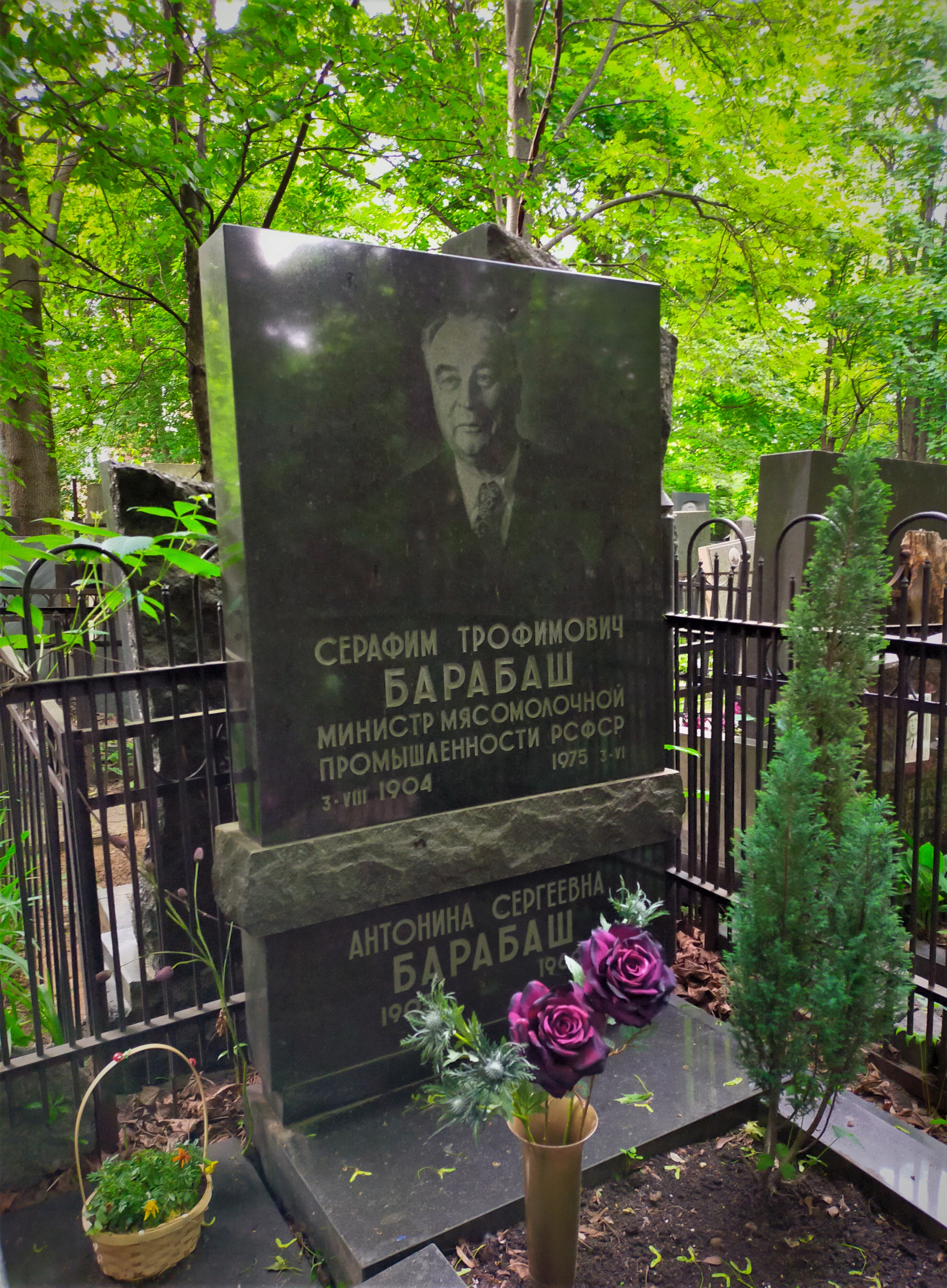
Могила С. Т. Барабаша на Введенском кладбище

Серафи́м Трофи́мович Бараба́ш (1904—1975) — советский государственный и хозяйственный деятель, министр мясной и молочной промышленности РСФСР.

## Биография
Родился в 1904 году. Член ВКП(б). В звании младший лейтенант участвовал в советско-финской войны, награждён орденом Красной Звезды.
После окончания в 1928 г. Вологодского молочного института работал инструктором Раймаслосоюза, руководителем группы Главмаслопрома, начальником Главмолоко, Главсырпрома, заместителем министра промышленности мясных и молочных продуктов РСФСР.
В 1954—1970 гг. — заместитель министра промышленности мясных и молочных продуктов СССР, председатель совнархоза Ставропольского экономического административного района (с 1 июня 1957 по 13 мая 1958 и с 27 февраля 1960 по 25 декабря 1962 года), председатель Государственного производственного комитета РСФСР по заготовкам молока и молочных продуктов (1963-1965), министр мясной и молочной промышленности РСФСР.
На посту председателя Ставропольского совнархоза участвовал в подготовке строительства Невинномысской ГРЭС.
С 1970 г., находясь на пенсии, работал начальником Всесоюзного объединения «Мясомолзагранпоставка».
Награждён орденами Ленина, Октябрьской Революции, Красной Звезды, Трудового Красного Знамени, двумя орденами «Знак Почёта» и многими медалями.
Избирался депутатом Верховного Совета РСФСР 7-го созыва, делегатом XXII и XXIII съездов КПСС.
Умер в 1975 году. Похоронен на Введенском кладбище (29 уч.).